# Treinnummervolgsysteem
Het Treinnummervolgsysteem of TNV was het systeem waarmee bij de treindienstleidingsposten van ProRail en de  Regelcentra van NS Reizigers zichtbaar was welke trein zich in een bepaald baanvak bevond. TNV is inmiddels vervangen door TROTS.
Het systeem heeft gefunctioneerd tussen eind jaren 80 en begin 2011. Primair doel was om op de treindienstleidingsposten zichtbaar te maken welke trein er in aantocht is. De treindienstleider kon zodoende de juiste rijweg voor die trein instellen: vóór het TNV-tijdperk moest hij zich baseren op de in het spoorboekje afgesproken volgorde van treinen en werden volgordewijzigingen doorgegeven door de treindienstleider van het gebied waar de trein vandaan komt. Tegenwoordig wordt het instellen van rijwegen meestal gedaan door de automatische rijweginstelling (ARI), echter nog steeds (mede) op basis van informatie uit het TNV-systeem. TNV maakt deel uit van VPT (Vervoer Per Trein). TNV wordt tevens voor andere zaken gebruikt, bijvoorbeeld het aansturen (wissen) van de treinaanwijzers en de automatische omroep, en het bijhouden van punctualiteitsgegevens en andere zaken waarbij het treinnummer nodig is. Hoewel TNV jarenlang op vrijwel het gehele Nederlandse spoorwegnet is gebruikt, wordt tegenwoordig TROTS gebruikt op de treindienstleidingsposten. 

## Werking
Iedere trein krijgt op zijn beginstation een treinnummer. Meestal wordt dit door het systeem VPT Procesleiding Rijwegen automatisch gegenereerd aan de hand van het nummer van de aangekomen trein en het procesplan, maar het kan ook door de treindienstleider worden ingevuld of gewijzigd. Het treinnummer wordt door TNV op basis van informatie uit de beveiligingssystemen automatisch gevolgd via zogenaamde TNV-verplaatsingen over TNV-Vensters (vensterposities). Een TNV-venster heeft een vast eindpunt (bijvoorbeeld een perronspoor) terwijl het beginpunt wordt bepaald door het voorgaande venster (bijvoorbeeld een baanvakspoorsectie). TNV-venstergrenzen liggen in principe bij seinen. Over het algemeen bevat een venster meerdere spoorsecties en seinen (en dus meerdere blokken). Een venster kan dus meerdere treinen bevatten die dan op FIFO (First-In-First-Out) basis naar een volgend venster verplaatsen. Een TNV-verplaatsing wordt gegenereerd als een trein een spoorsectie bezet die  hoort bij een volgend venster. 
Het Nederlandse spoornetwerk is verdeeld in 13 TNV-gebieden. TNV-systemen communiceren ook onderling wanneer een trein een ander TNV-gebied nadert. De 13 TNV-systemen houden een logbestand bij met alle meldingen uit het beveiligingssysteem en de meldingen gegenereerd door het TNV-systeem zelf. Hierin staan op chronologische volgorde zaken als vrij- en bezetmeldingen van secties, het in en uit de stand 'stop' komen van seinen, het rechts- of linksleidend liggen van wissels en de verplaatsingen van treinnummers tussen de vensterposities. Het nummer van de trein waarvoor of waardoor de statusverandering van zo'n infra-element wordt uitgelokt, is niet in de melding opgenomen.

## TNV-Prepare
TNV-Prepare is door de TU Delft i.s.m. Bin Bedrijfsadviezen uit Lelystad ontwikkelde software. Het programma zoekt in de TNV-logfiles alle inframeldingen bij elkaar die betrekking hebben op eenzelfde trein. Op deze manier is tot op enkele seconden nauwkeurig te bepalen hoe een trein zich over zijn rijweg heeft verplaatst en wanneer deze rijweg werd ingesteld. Per treinserie genereert TNV-Prepare tabellen voor alle treinen die binnen een opgegeven periode hebben gereden. Deze gegevens kunnen vervolgens statistisch worden geanalyseerd, bijvoorbeeld in Excel of statistische software.

## TNV-Replay
TNV-Replay was aanvankelijk ontwikkeld door NS Technisch Onderzoek en was later in beheer bij DeltaRail bv. TNV-Replay is bedoeld om de gegevens uit de TNV-logfiles grafisch weer te geven. De weergave lijkt op de schermlayout die de treindienstleider zag op het moment dat de treinen daadwerkelijk reden. Het afspelen van de logfiles wordt bijvoorbeeld toegepast om te kunnen zien wat er precies is gebeurd wanneer er treinen onterecht door een stoptonend sein zijn gereden. TNV Replay is inmiddels vervangen door TOON.